# Shelby (Carolina del Nord)
Shelby és una població dels Estats Units i seu del comtat de Cleveland a l'estat de Carolina del Nord. Segons el cens del 2000 tenia 19.477 habitants.

## Demografia
Segons el cens del 2000, Shelby tenia 19.477 habitants, 7.927 habitatges i 5.144 famílies. La densitat de població era de 414,6 habitants per km².
Dels 7.927 habitatges en un 27,7% hi vivien nens de menys de 18 anys, en un 41,3% hi vivien parelles casades, en un 20% dones solteres, i en un 35,1% no eren unitats familiars. En el 31,6% dels habitatges hi vivien persones soles el 15,1% de les quals corresponia a persones de 65 anys o més que vivien soles. El nombre mitjà de persones vivint en cada habitatge era de 2,37 i el nombre mitjà de persones que vivien en cada família era de 2,97.
Per edats la població es repartia de la següent manera: un 25% tenia menys de 18 anys, un 7,6% entre 18 i 24, un 25,8% entre 25 i 44, un 21,8% de 45 a 60 i un 19,7% 65 anys o més.
L'edat mediana era de 39 anys. Per cada 100 dones de 18 o més anys hi havia 75,8 homes.
La renda mediana per habitatge era de 29.345 $ i la renda mediana per família de 38.603 $. Els homes tenien una renda mediana de 30.038 $ mentre que les dones 21.362 $. La renda per capita de la població era de 18.708 $. Entorn del 14,3% de les famílies i el 17,8% de la població estaven per davall del llindar de pobresa.

## Poblacions més properes
El següent diagrama mostra les poblacions més properes.